# Judy Tegartová Daltonová
Judy Tegartová Daltonová (rodným jménem Tegartová, * 12. prosince 1937 Melbourne) je bývalá australská tenistka. V roce 1968 byla singlovou světovou sedmičkou. Toho roku se probila do finále Wimbledonu, kde podlehla Američance Billie Jean Kingové. V sezóně 1968 si zahrála také semifinále Australian Open.
Lepších výsledků dosáhla v ženské čtyřhře, kde se jí podařilo zkompletovat kariérní grandslam: čtyřikrát triumfovala na Australian Open (1964, 1967, 1969, 1970), dvakrát na US Open (1970, 1971), jednou ve Wimbledonu (1969) a jeden deblový titul vybojovala i na pařížské antuce (1966). V pěti z těchto osmi vítězství jí stála po boku Margaret Courtová, dvakrát Lesley Turnerová (obě rovněž Australanky) a jednou Američanka Rosie Casalsová.
Ve smíšené čtyřhře vyhrála s krajanem Tony Rochem mix na Australian Open 1966. S australskou reprezentací dvakrát vyhrála Pohár federace (1965, 1970), její bilance v této soutěži byla 18 výher a 4 prohry. Patřila k prvním devíti rebelkám, které se roku 1972 vzbouřily proti Mezinárodní tenisové federaci a začaly hrát alternativní okruh Virginia Slims. Z této vzpoury vedla přímá cesta k založení samostatné ženské federace WTA. V roce 2019 obdržela Řád Austrálie.